# Scotia Bay
Die Scotia Bay ist eine Bucht unmittelbar östlich der Mossman-Halbinsel an der Südküste von Laurie Island im Archipel der Südlichen Orkneyinseln.
Entdeckt und grob kartiert wurde sie 1821 gemeinsam vom britischen Robbenfängerkapitän George Powell (1794–1824) auf der Dove und dem US-amerikanischen Seefahrer Nathaniel Palmer auf der Hero. Eine detaillierte kartografische Vermessung nahmen 1903 Teilnehmer der Scottish National Antarctic Expedition (1902–1904) unter der Leitung von William Speirs Bruce vor. Bruce benannte die Bucht nach seinem Schiff Scotia.